# Ischyropsalis janetscheki
Ischyropsalis janetscheki is een hooiwagen uit de familie Ischyropsalididae.